# Tapoa II
Tapoa II (c. 1806–1860) fue el rey de la isla tahitiana de Bora Bora desde 1831 hasta 1860. También fue consorte real de Tahití como esposo de Pōmare IV, reina de Tahití.
Tapoa II nació en 1806. Fue hijo de Tapoa I, rey de Tahaʻa y Bora Bora, y de Ai-mata. Se casó con Pōmare IV en diciembre de 1822. Este matrimonio no tuvo hijos y terminó en divorcio en 1834. Posteriormente, se casó con Tapoa Vahine.